# All I Want (canção de The Offspring)
"All I Want" é um single da banda estadunidense The Offspring, lançado em 31 de dezembro de 1996 pela gravadora Columbia Records. A canção também está presente nos jogos Crazy Taxi e Jugular Street Luge Racing.

## Faixas[5][6]

### Versão 1
1. "All I Want" – 1:55
2. "Way Down the Line" – 2:37
3. "Smash It Up" (cover de The Damned) – 3:25

### Versão 2
1. "All I Want" – 1:54
2. "Way Down the Line" – 2:37